# Judith Trachtenberg (film)
Judith Trachtenberg er en tysk stumfilm fra 1920 af Henrik Galeen.

## Medvirkende
- Leontine Kühnberg som Judith Trachtenberg
- Ernst Deutsch
- Leonhard Haskel
- Paul Otto som Count Agenor Baranowski
- Hermann Vallentin som Prefect von Wroblewski
- Max Adalbert som Fürst Metternich
- Friedrich Kühne som Ignaz Trudka
- Ernst Pröckl som Severin von Tronski
- Margarete Kupfer som Frau von Wroblewski
- Frida Richard som Mirjam